# 保坂健二朗
保坂 健二郎（ほさか けんじろう、1976年 - ）は、日本のキュレーター。
元東京国立近代美術館学芸員、滋賀県立美術館ディレクター。京都在住。

## 略歴
現在の茨城県鹿嶋市に生まれ、小学2年生の時に東京都へ引っ越す。慶應義塾中等部、慶應義塾高等学校を経て、1998年に慶應義塾大学文学部哲学科美学美術史学専攻（前田富士男研究会に所属）を卒業後、2000年に慶應義塾大学大学院文学研究科哲学専攻美学美術史学分野修士課程を修了。
2000年から2020年まで東京国立近代美術館に勤務。ハウス・コンストルクティヴ美術館など国外での企画も行う。2021年より現職。

## 企画
- 「隈研吾展 新しい公共性をつくるためのネコの5原則」（2021）
- 「日本の家 1945年以降の建築と暮らし」（2017）
- 「声ノマ 全身詩人、吉増剛造展」（2016）
- 「Logical Emotion：Contemporary Art from Japan」（2014）
- 「フランシス・ベーコン展」（2013）
- 「エモーショナル・ドローイング」（2008）
- 「建築がうまれるとき ペーター・メルクリと青木淳」（2008）

## 著作
- 『アール・ブリュットアート 日本』（監修、平凡社、2013）